# Harstad (Schiff)
Die Harstadⓘ ist ein nach zivilen Standards gebautes Schiff der norwegischen Küstenwache. Sie ist nach der Stadt Harstad in Nordnorwegen benannt. Heimathafen des Schiffes ist die westnorwegische Stadt Fosnavåg. Die Harstad hat die IMO-Nummer 9312107 und besitzt das Rufzeichen JWBR.

## Geschichte
Die Harstad wurde 2005 bei der Søviknes Verft in Søvik im Auftrag der norwegischen Küstenwache durch die zivile Reederei Remøy Shipping gebaut. Das Schiff war von Anfang an dafür konzipiert, auch die Aufgaben eines Hochseeschleppers zu übernehmen, da das Abschleppen havarierter Schiffe zum Aufgabenbereich der norwegischen Küstenwache zählt. Anfangs wurde das Schiff für die Küstenwache lediglich angemietet, jedoch 2009 von den norwegischen Seestreitkräften übernommen. Seither nahm das Schiff an verschiedenen Einsätzen und Marineübungen teil.

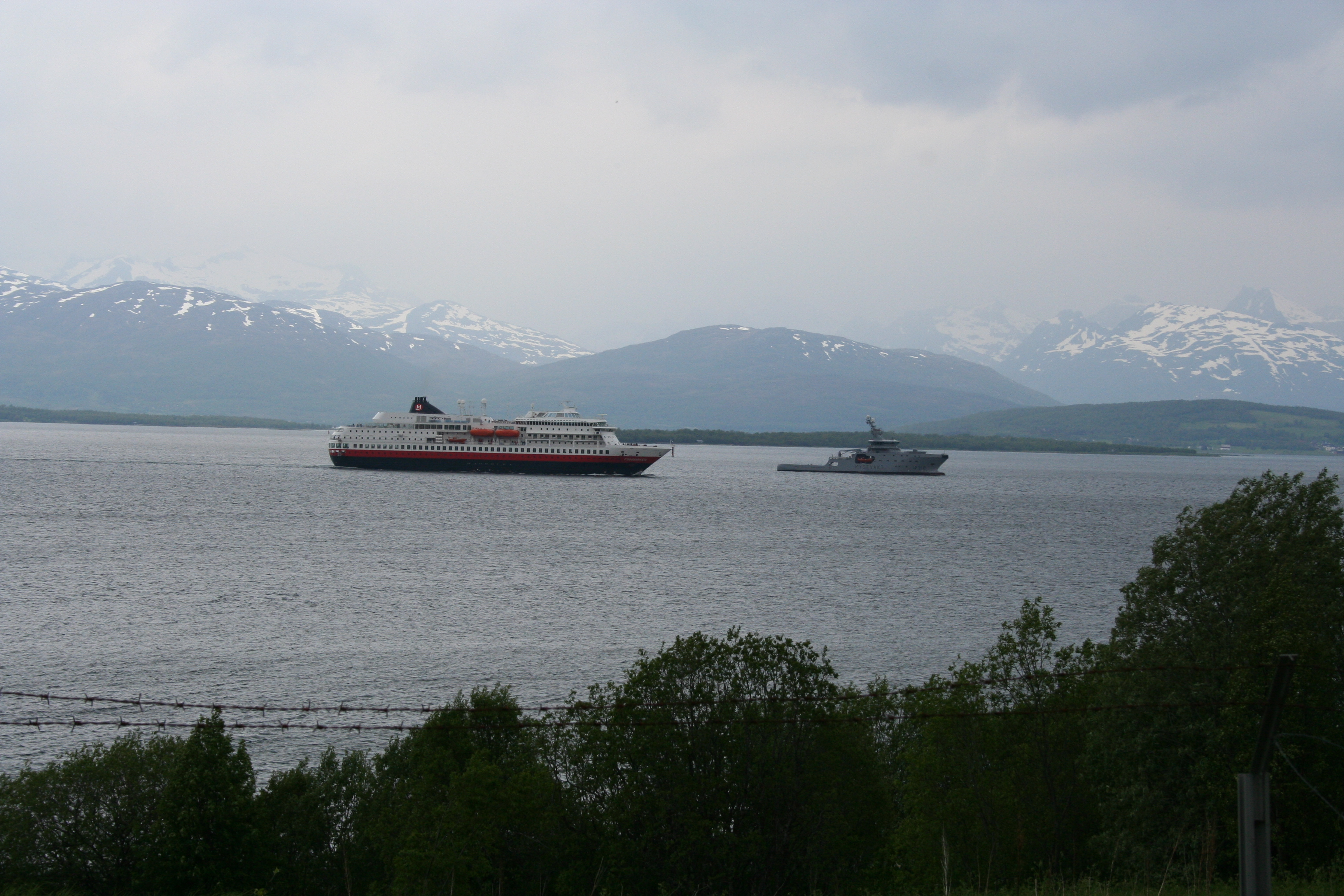
Die Harstad im Einsatz

## Einsatzbereiche
Zum Aufgabenbereich des Schiffes gehören die Aufgaben der Küstenwache wie Suche und Rettung sowie Wahrnehmung hoheitlicher Aufgaben wie die Kontrolle der Fischerei. Die Harstad hat zusätzlich zwei Sonderaufgaben:
- Das Schiff besitzt eine spezielle Ausrüstung für Tankerunfälle. Hierzu gehören Löschausrüstung, Ausrüstung zum Aufsammeln von ausgetretenem Öl sowie leistungsstarke Winden, um havarierte Schiffe abschleppen zu können.
- Die Harstad ist mit einem NATO Submarine Rescue System (NSRS) ausgerüstet, einem Rettungssystem der drei NATO-Staaten Frankreich, Vereinigtes Königreich und Norwegen für havarierte U-Boote. Mit diesem Schiff erfolgten seinerzeit die ersten Praxistests des Systems.

## Antrieb
Die Harstad wird von zwei Rolls-Royce-Schiffsdieselmotoren angetrieben, die jeweils 4 MW leisten. Diese wirken auf zwei konventionelle Wellen, welche je eine Schraube bewegen. Daneben ist noch eine Propellergondel von 800 kW Leistung eingebaut, die durch einen Elektromotor angetrieben wird. Dieser wird mit Strom aus zwei leistungsstarken Generatoren gespeist, welche von den Hauptwellen angetrieben werden. Diese Kombination von verschiedenen Antriebsarten ermöglicht sowohl eine relativ hohe Geschwindigkeit als auch verhältnismäßig günstige Beschaffungskosten und eine hohe Wendigkeit. Zur Stromversorgung elektrischer Geräte sind ein Dieselgenerator sowie ein Notgenerator vorhanden.